# Лопухова Надія Йосипівна
Надія Йосипівна Лопухова (25 березня 1928, Брусилів — 1 лютого 2014) — український графік, в складі Спілки художників СРСР — з 1960, заслужений діяч мистецтв УРСР — 1967, 1998 — народний художник України.

## Життєпис
Починаючи 1938 роком навчалася у київській школі, 1940 року родина переїздить до Львова. У 1944 році родина повертається до Києва з евакуації, з 1945 року Надія навчалася у Республіканській художній середній школі ім. Т. Г. Шевченка, 1948 поступила до художнього інституту. 1954 року закінчила Київський державний художній інститут, майстерня книжкової графіки, педагогом був Іларіон Плещинський, диплом на тему «Ілюстрації та оформлення до книги Михайла Бубеннова „Біла береза“»; додатково вчив її Василь Касіян. З 1960 року — член НСХУ.
З 1954 року — у видавництвах «Молодь», «Дитвидав» («Веселка»), «Дніпро»; працює не лише як художник книги, а й у галузі станкової графіки.
Починаючи 1959 роком, бере участь у республіканських та всесоюзних виставках.
У 1964 за серію літографій «Жіноча доля у творах Т. Г. Шевченка» — експонувались у Москві на ювілейній художній виставці, присвяченій 150-річчю від дня народження Т. Г. Шевченка, удостоєна почесного диплома Спілки художників СРСР.
За серію літографій «Доля жінок у Велику Вітчизняну війну» — 1965, нагороджена срібною медаллю імені М. Б. Грекова та дипломом Спілки художників СРСР.
Авторка ліногравюри «Причинна» по твору Т. Г. Шевченка, 1961,
серій робіт —
- «Доля жінки в творах Т. Г. Шевченка», 1964,
- «Сінокос», триптих, 1975,
- «Фізкультурна», 1979,
- офорти за мотивами народних пісень, 1981,
- «Туркменська», 1986,
- «Київська дарничанка», та ілюстрацій до книжок — «Народжується місто» Олександра Копиленка, 1956,
- «Карусель» Йосипа Бродського, 1956,
- «Золота яблуня і дев´ять пав» (болгарські казки), 1957,
- «Ладоньки-ладусі», 1959,
- «Сорока-білобока», 1960,
- «Кисличка», 1962, Оксани Іваненко,
- «Крихітка-хаврошечка», 1964,
- «За мотивами „Лісової пісні“ Лесі Українки», 1967,
- «Ох», 1968,
- «Королівська таємниця», 1970,
- «Хіба ревуть воли, як ясла повні?» Панаса Мирного, 1974,
- «Сонечко й Хмаринка» Валентина Бичка,
- «Казки з давнини» Івани Брлич-Мажуранич,
- «Ярик-школярик» Платона Воронька,
- «Королівська таємниця» Лідії Компанієць,
- «Лелія» Лесі Українки,
- «Ану, відгадай!»,
- «Вийди-вийди, сонечко»,
- «Колосок»,
- «Названий батько»,
- «Про дівчинку Маринку»,
- «Ходить сон коло вікон»,
- «Що погано, а що добре»,
- «Юрка та Пімка».

1978 року нагороджена Грамотою Президії ВР УРСР.
Чоловік, Олександр Лопухов — дійсний член Академії мистецтв України. Родина Лопухових виростила двох доньок, Наталія Олександрівна теж художниця.